# Kangta
Ahn Chil-Hyun (em coreano: 안칠현; Seul, 10 de outubro de 1979), mais conhecido pelo seu nome artístico Kangta (em coreano: 강타) é um cantor e compositor sul-coreano. Tornou-se conhecido por ser o cantor líder da boy band H.O.T..
Kangta é um experiente compositor, tendo escrito mais de 100 canções para álbuns do H.O.T. bem como para outros grupos e cantores, como NRG e Fly to the Sky. Quando o H.O.T. foi extinto em março de 2001, Kangta surpreendeu muitas pessoas ao se tornar o primeiro membro a estrear carreira solo.

## Carreira

### 1996–2001: H.O.T.
Kangta foi descoberto no Lotte World, um parque temático, quando ele tinha 13 anos de idade. Ele estreou como um dançarino substituto junto de seu futuro parceiro de grupo Moon Hee Jun para o cantor Yoo Young-jin. Kangta finalmente decidiu se tornar um cantor com Moon Hee Jun e outros três, Jang Woo Hyuk, Tony An e Lee Jae Won para formar H.O.T. em 1996. O grupo se desfez após em 2001 por motivos ainda não revelados.

### 2001–2003: Estreia solo
Logo depois do fim do H.O.T. em março de 2001, Kangta fez sua estreia solo depois de renovar seu contrato com a S.M. Entertainment. Ele lançou seu primeiro álbum Polaris, que se tornou um grande sucesso; foi seguido de seu segundo álbum Pinetree em 2002. Seu primeiro show solo ocorreu no verão de 2003.

### 2004–2008: Papéis de atuação e serviço militar
Kangta recebeu várias ofertas e aceitou uma oferta de drama na China. Em 2004, ele estrelou em um drama chamado Magic Touch of Fate junto dos atores taiwaneses Ruby Lin e Alec Su. Kangta interpretou o papel do mau mago Jin-Xiu
Logo depois, Kangta voltou para a Coreia e lançou seu muito aguardado terceiro álbum. Em 2005, Kangta lançou Persona, que incluiu faixas muito diferentes de seus dois álbuns anteriores. O principal single do álbum, Persona, possui uma melodia semelhante à The Loneliness do Babyface. Kangta surpreende seus fãs quando ele disse que desejava se tornar um ator. Um mês depois, ele atuou em um drama da KBS, Loveholic.
Em 2006, Kangta foi escolhido como o vice-campeão para Melhor cantor coreano no exterior, de acordo com Arirang International Broadcasting. Uma pesquisa foi emitida através da internet, permitindo que somente pessoas de fora da Coreia pudessem votar. Once In A Lifetime do Shinhwa ganhou por 60% dos votos, ganhando de Kangta, que ficou em segundo lugar com 20,3%.
Kangta também atuou em seu segundo drama chinês, Love In The City 2. Em Love In The City 2, Kangta retratada a vida de um CEO de sucesso com uma vida monótona. Em março, foi anunciado que Kangta estrelaria no drama Happy Ending da JTBC como o interesse amoroso de Kim So Eun.
Em 2007, ele filmou dois dramas e Love In The City 2 foi transmitido em outubro de 2007. Em janeiro de 2007, Kangta participou do Hallyu Festival in Osaka que também contou com a presença de Jun Jin e Lee Min-Woo do Shinhwa, SG Wannabe e cantor Song Seung-heon no Osaka Dome.
Kangta alistou para o serviço militar obrigatório em abril de 2008 por 21 meses de serviço ativo. Durante o tempo, ele estrelou no musical militar Mine com o rapper Yang Dong-geun. É sobre a história verdadeira da vida de tenente Lee Jong-myung, que perdeu as pernas na explosão de uma mina terrestre perto da zona desmilitarizada, em junho de 2000, quando salvou seu soldado companheiro, Sul Dong-seob, do campo de minas.

### 2010: Estreia chinesa
Após dois anos e cinco meses de hiato da indústria de entretenimento devido ao serviço militar coreano, Kangta lançou seu primeiro extended play chinês, Breaka Shaka. O primeiro single foi lançado em 13 de setembro e o EP foi lançado em 14 de setembro. A EP marcou a entrada do Kangta no mercado musical chinês.

### 2015: Notícias de retorno
Em setembro de 2015, foi relatado que Kangta lançará seu novo álbum no próximo ano. Um representante da S.M. Entertainment relatou, "Kangta tem trabalhado em novas músicas, mas a data de lançamento não foi [sic] definida ainda".

### 2016:'Home' Chapter 1
Em outubro de 2016, S.M. Entertainment anunciou que Kangta realizará um concerto para comemorar seu aniversário de 20 anos de estreia titulado Coming Home, como uma parte da série de concertos da S.M. The Agit. O concerto será realizado de 4 de novembro até 6 de novembro no SMTown Theatre. Em 11 de outubro, a S.M. confirmou que Kangta atualmente está preparando o seu novo álbum. No mesmo dia, foi confirmado que Kangta fará aparições no A Hyung I Know da JTBC junto de Davichi, programa que foi transmitido em 29 de outubro. Em 27 de outubro, foi anunciado pela S.M. Entertainment o lançamento de seu novo álbum, 'Home' Chapter 1, em 3 de novembro. O mini-álbum contém cinco faixas compostas por ele mesmo, com uma faixa-título balada pop titulada Diner.

## Grupos de projeto

### S (Supreme)
Após anos de planejamento, Kangta trabalhou com seus amigos Shin Hye Sung do Shinhwa e Lee Ji Hoon para formar o grupo de projeto "S", significando "Supreme". Eles lançaram seu primeiro álbum solo de projeto titulado Fr. In. Cl. (ou Friends in Classic) em 2003. Eles ganharam vários prêmios desde então. Sua faixa-título, I Swear, foi escrito, composto e arranjado por Kangta. Shin Hye Sung escreveu as letras em inglês.
Em 14 de outubro de 2014, foi anunciado que o grupo 'S' estaria fazendo um retorno após mais de uma década com um novo mini-álbum intitulado Autumn Breeze, programado para ser lançado em 27 de outubro. SM Entertainment disse que "Kangta escreveu e produziu todas as músicas do próximo álbum. O estilo musical único de Kangta e as vozes harmoniosas do trio irão criar belas baladas que irão satisfazer os fãs". Em 18 de outubro, o grupo performou sua nova música Without You no concerto da SM Town em Xangai. O clipe musical para Without You foi lançado em 24 de outubro, estrelando Yuri do Girls' Generation. O grupo foi programado para estar no programa de canto coreano Immortal Songs 2 em 3 de novembro como parte de suas promoções.

### Kangta & Vanness
No começo de 2006, Kangta colaborou com Vanness Wu da banda taiwanesa F4 e formou Kangta & Vanness. A estreia deles foi no fim da cerimônia para o MTV Asia Awards de 2006 na Tailândia. Eles lançaram o single Scandal e promoveram ele ao redor da Ásia. Scandal foi um sucesso na Ásia e uma outra versão foi lançada em meados de julho. Em 12 de setembro, eles realizaram um showcase na Berjaya Times Square da Malásia.
No programa de entrevista Heart to Heart da Arirang TV, Kangta anunciou que ele estaria entrando no Exército no início de 2008, assim as atividades do grupo foram pausadas.

## Discografia

### Em coreano
Álbuns de estúdio
- 2001: Polaris
- 2002: Pine Tree
- 2005: Persona
- 2008: Eternity

Álbuns ao vivo
- 2003: 1st Concert Pinetree: 20020824 Live

Álbuns de compilação
- Kangta & Best

### Em chinês
Extended plays
- Breaka Shaka (2010)

### Álbuns produzidos
- 2013: That Winter, the Wind Blows OST
- 2014: Autumn Breeze - S
- 2014: Rewind - Zhoumi

### Composições
| Ano        | Álbum                        | Artista                               | Música              | Letra     | Letra  | Música    | Música |
| Ano        | Álbum                        | Artista                               | Música              | Creditado | Com    | Creditado | Com    |
| ---------- | ---------------------------- | ------------------------------------- | ------------------- | --------- | ------ | --------- | ------ |
| 2001       | Polaris                      | Kangta                                | "Polaris"           | Sim       | —      | Sim       | —      |
| 2001       | Polaris                      | Kangta                                | "My Life"           | Sim       | —      | Sim       | —      |
| 2001       | Polaris                      | Kangta                                | "In Your Eyes"      | Sim       | —      | Não       | —      |
| 2001       | Polaris                      | Kangta                                | "Still"             | Sim       | —      | Sim       | —      |
| 2001       | Polaris                      | Kangta                                | "Last Summer Night" | Sim       | —      | Sim       | —      |
| 2001       | Polaris                      | Kangta                                | "Blue Moon"         | Sim       | —      | Não       | —      |
| 2001       | Polaris                      | Kangta                                | "Polaris"           | Sim       | —      | Sim       | —      |
| 2002       | Pine Tree                    | Kangta                                | "Happy Happy"       | Sim       | 이윤재 | Não       | —      |
| 2002       | Pine Tree                    | Kangta                                | "Memories"          | Sim       | —      | Sim       | —      |
| 2002       | Pine Tree                    | Kangta                                | "Propose"           | Sim       | —      | Sim       | —      |
| 2002       | Pine Tree                    | Kangta                                | "Summer"            | Sim       | —      | Não       | —      |
| 2002       | Pine Tree                    | Kangta                                | "The Best"          | Sim       | —      | Sim       | —      |
| 2002       | Pine Tree                    | Kangta                                | "Autumn"            | Sim       | —      | Não       | —      |
| 2002       | Pine Tree                    | Kangta                                | "Memories#2"        | Sim       | —      | Sim       | —      |
| 2002       | Pine Tree                    | Kangta                                | "Flower"            | Sim       | —      | Sim       | —      |
| 2002       | Pine Tree                    | Kangta                                | "2032 in Cuba"      | Sim       | 윤효상 | Não       | —      |
| 2002       | Pine Tree                    | Kangta                                | "Nocturne"          | Sim       | —      | Sim       | —      |
| 2002       | Pine Tree                    | Kangta                                | "One Snowing Day"   | Sim       | —      | Sim       | 송광식 |
| 2002       | Pine Tree                    | Kangta                                | "Pine Tree"         | Sim       | —      | Sim       | 송광식 |
| 2002       | No. 1                        | BoA                                   | "Waiting"           | Sim       | —      | Não       | —      |
| 2002       | No. 1                        | BoA                                   | "Beat It"           | Sim       | —      | Não       | —      |
| 2005       | Persona                      | Kangta                                | "Persona"           | Sim       | —      | Sim       | —      |
| 2005       | Persona                      | Kangta                                | "Illusion"          | Sim       | —      | Sim       | —      |
| 2005       | Persona                      | Kangta                                | "Agape"             | Sim       | —      | Sim       | —      |
| 2005       | Persona                      | Kangta                                | "Paralysis"         | Sim       | —      | Sim       | —      |
| 2005       | Persona                      | Kangta                                | "Just One Day"      | Sim       | —      | Sim       | —      |
| 2005       | Persona                      | Kangta                                | "Blue Snow"         | Sim       | —      | Não       | —      |
| 2005       | Persona                      | Kangta                                | "Always"            | Sim       | —      | Não       | —      |
| 2005       | Persona                      | Kangta                                | "Prayer"            | Sim       | —      | Não       | —      |
| 2007/ 2008 | Girls' Generation / Eternity | Kangta & Taeyeon do Girls' Generation | "7989"              | Sim       | —      | Não       | —      |
| 2010       | Breaka Shaka                 | Kangta                                | "Remember"          | Não       | —      | Sim       | —      |
| 2010       | Breaka Shaka                 | Kangta                                | "Habit"             | Não       | —      | Sim       | —      |

## Turnês e concertos
- 2016: Coming Home

## Filmografia

### Filmes
| Ano  | Título                                | Papel              | Notas                                                      |
| ---- | ------------------------------------- | ------------------ | ---------------------------------------------------------- |
| 2002 | Emergency Act 19                      | Ele mesmo          |                                                            |
| 2002 | Resurrection of the Little Match Girl | Convidado especial |                                                            |
| 2012 | I AM.                                 | Ele mesmo          | Documentário da SM Town em Nova Iorque                     |
| 2012 | Secret Garden                         | Oscar              | Refilmagem em língua chinesa do drama sul-coreano de 2010. |
| 2015 | SMTown The Stage                      | Himself            | Documentário da SM Town.                                   |
| 2016 | Mad Monk Ji Gong                      |                    |                                                            |

### Dramas
| Ano  | Título              | Papel         | Notas           | Emissora |
| ---- | ------------------- | ------------- | --------------- | -------- |
| 2005 | Magic Touch of Fate | Jin Xiu       | Papel principal | CCTV     |
| 2005 | Loveholic           | Seo Kang Wook | Papel principal | KBS      |
| 2007 | Love In The City 2  | Zhang Wei Qi  | Papel principal | CCTV     |
| 2011 | Pepper and Kimchi   |               |                 |          |
| 2011 | Di Jin              |               |                 | BTV      |
| 2012 | Happy Ending        | Goo Seung Jae | Coadjuvante     | JTBC     |
| 2016 | Circle of Friends   |               |                 |          |
| 2017 | Tri-Path Journey    |               |                 |          |

### Programas de TV
| Ano  | Título                                 | Papel     | Emissora |
| ---- | -------------------------------------- | --------- | -------- |
| 2012 | The Voice of Korea                     | Jurado    | Mnet     |
| 2013 | The Voice of Korea - Segunda temporada | Jurado    | Mnet     |
| 2013 | I Live Alone                           | Convidado | MBC      |
| 2015 | Ding Ge Long Dong Qiang                | Convidado | CCTV     |
| 2016 | Knowing Bros                           | Convidado | JTBC     |

### Programas de rádio
| Ano             | Título                        | Papel |
| --------------- | ----------------------------- | ----- |
| 2011            | KBS 2FM 'Freedom Declaration' | DJ    |
| 2016–atualmente | MBC Starry Night              | DJ    |

## Prêmios

### Mnet Asian Music Awards
| Ano  | Categoria               | Trabalho nomeado | Resultado |
| ---- | ----------------------- | ---------------- | --------- |
| 2001 | Best Male Artist        | "Polaris"        | Venceu    |
| 2001 | Best Ballad Performance | "Polaris"        | Indicado  |
| 2002 | Best Male Artist        | "Memories"       | Indicado  |
| 2002 | Best Ballad Performance | "Memories"       | Indicado  |
| 2005 | Best R&B Performance    | "Persona"        | Indicado  |
| 2005 | Overseas Viewers' Award | "Mask"           | Venceu    |